# George McPhee
George McPhee (* 2. Juli 1958 in Guelph, Ontario) ist ein ehemaliger kanadischer Eishockeyspieler und derzeitiger -manager, der seit Mai 2019 als President of Hockey Operations der Vegas Golden Knights fungiert und zuvor deren erster General Manager war. Von 1997 bis 2014 war er als General Manager der Washington Capitals aus der National Hockey League tätig, bevor er sich im September 2015 dem Management der New York Islanders anschloss.

## Spielerkarriere
Während seiner Collegezeit spielte McPhee für die Bowling Green State University in der Central Collegiate Hockey Association, einer Liga im Spielbetrieb der NCAA. Dort wurde er 1979 zum Rookie des Jahres gewählt. 1982 erhielt er den Hobey Baker Memorial Award als bester Collegespieler, im selben Jahr wurde er zudem ins First-All-Star-Team der Liga gewählt.
Nach seiner Collegezeit stand George McPhee weniger erfolgreich in der NHL für die New York Rangers und die New Jersey Devils auf dem Eis.

## Managerkarriere
1992 wurde McPhee Sportdirektor und Vizepräsident der Vancouver Canucks, später wurde er Assistent von GM Pat Quinn. Mit McPhee erreichte das Team viermal die Playoffs und gewann einen Divisionstitel. 1994 schafften die Canucks sogar den Einzug ins Stanley-Cup-Finale, welches sie allerdings gegen McPhees ehemaligen Verein, die New York Rangers, verloren.
1997 erhielt McPhee den Posten des General Managers bei den Washington Capitals, die mit ihm einen kompletten Umbruch im bisher eher erfolglosen Franchise planten. Schon in seiner ersten Saison als GM erreichten die Capitals das Finale um den Stanley Cup, verloren allerdings glatt mit 0–4 Spielen gegen die Detroit Red Wings. 2000 und 2001 gewannen die Hauptstädter den Titel Southeast Division, seit dem erfolgreichen Jahr 1998 schafften sie es jedoch bis heute nicht mehr, die erste Runde der Playoffs zu überstehen.
Während der Saison 2003/04 begannen McPhee und der Franchise-Besitzer Ted Leonsis, die Aufstellung der Capitals komplett umzustellen, sodass viele neue Spieler mit niedrigeren Löhnen verpflichtet wurden. Bekannte Spieler wie Sergei Gontschar, Jaromír Jágr, Peter Bondra, Michael Nylander, Mike Grier, Robert Lang und Steve Konowalchuk wurden alle innerhalb dieser Saison zu anderen Vereinen transferiert, was einige Kritik an McPhees Transferpolitik hervorbrachte. Der General Manager begann den Neuanfang vor allem mit First Overall Picks des NHL Entry Draft 2004, Alexander Owetschkin, die Playoffs erreichten die Capitals jedoch zunächst nicht mehr.
Da Leonsis auch in den kommenden zwei Jahren an McPhee festhielt, konnte dieser mit Chris Clark, Donald Brashear, Tom Poti, Wiktor Koslow und Michael Nylander einige etablierte Spieler verpflichten, welche die jungen Talente während der Zeit der Umstrukturierung des Teams unterstützen sollen.
Nach der Saison 2013/14 wurde McPhee samt Trainer Adam Oates entlassen. Im September 2015 wurde er von den New York Islanders verpflichtet und stand dort General Manager Garth Snow in beratender Funktion zur Seite. Im Juli 2016 wurde McPhee zum ersten General Manager der Vegas Golden Knights ernannt. Das Team erreichte in seiner Debütsaison in den Playoffs 2018 überraschend das Finale um den Stanley Cup, unterlag dort allerdings seinem früheren Arbeitgeber, den Washington Capitals. Dennoch erhielt er am Saisonende den NHL General Manager of the Year Award. Nach der Folgesaison 2018/19 übergab McPhee das Amt des General Managers an seinen bisherigen Assistenten Kelly McCrimmon und übernahm selbst die Position des President of Hockey Operations.

## Erfolge und Auszeichnungen
| - 1979 CCHA Second All-Star Team - 1979 CCHA Rookie of the Year - 1981 CCHA Second All-Star Team - 1982 CCHA First All-Star Team | - 1982 CCHA Player of the Year - 1982 NCAA West First All-American Team - 1982 Hobey Baker Memorial Award - 2018 NHL General Manager of the Year Award |